# Мацкевич, Александр Григорьевич
Александр Григорьевич Мацкевич (Авсалим Гиршевич; 26 октября 1916, Тимковичи, Минская губерния — 16 октября 2004, Хайфа) — советский шахматист, мастер спорта СССР (1991) и заслуженный тренер Украинской ССР (1985).
Тренировался у Н. Проскурина. Окончил Московский химико-технологический институт хлебопекарной промышленности.
С 1943 года жил в Томске. С 1946 года жил в Харькове. С 1995 года жил в Израиле. 
Среди учеников — гроссмейстеры Анатолий Мачульский, Александр Чернин, Михаил Гуревич, Михаил Бродский, международные мастера Дэвис Годес, Александр Вайсман, Ольга Андреева, мастера Михаил Штейнберг, Рафаил Кловский, Борис Хануков, Семён Губницкий, Илья Микляев.

## Спортивные результаты
| Год  | Город   | Соревнование                         | +  | −  | = | Результат | Место |
| ---- | ------- | ------------------------------------ | -- | -- | - | --------- | ----- |
| 1946 |         | Чемпионат Кемеровской области        |    |    |   |           | 2     |
| 1949 | Харьков | Чемпионат Харькова                   |    |    |   |           | 1     |
| 1950 | Харьков | Чемпионат Харькова                   |    |    |   |           | 1     |
|      | Киев    | 19-й чемпионат Украины               | 1  | 11 | 5 | 3½ из 17  | 18    |
|      |         | Полуфинал чемпионата СССР            |    |    |   |           |       |
| 1951 | Харьков | Чемпионат Харькова                   |    |    |   |           | 1     |
| 1952 | Харьков | Чемпионат Харькова                   |    |    |   |           | 1     |
| 1954 | Киев    | 23-й чемпионат Украины               | 10 | 4  | 4 | 12 из 18  | 2—4   |
| 1955 | Киев    | 24-й чемпионат Украины               | 7  | 6  | 4 | 9 из 18   | 9     |
| 1956 | Киев    | 25-й чемпионат Украины               | 9  | 7  | 3 | 10½ из 19 | 6—9   |
|      | Харьков | Полуфинал 24-го чемпионата СССР      | 3  | 12 | 3 | 4½ из 18  | 19    |
| 1989 | Москва  | Международный турнир ветеранов войны |    |    |   |           | 2     |